# Nick Muse
Nicholas Muse (Belmont, 25 novembre 1998) è un giocatore di football americano statunitense che milita nel ruolo di tight end per i Philadelphia Eagles della National Football League (NFL).

## Carriera

### Minnesota Vikings
Al college Muse giocò a football a William&Mary (2017-2018) e a South Carolina. Fu scelto nel corso del sesto giro (227º assoluto) nel Draft NFL 2022 dai Minnesota Vikings. Nella sua stagione da rookie disputò 10 partite, nessuna delle quali come titolare, senza fare registrare alcuna ricezione.

### Philadelphia Eagles
Il 22 gennaio 2025 Muse firmò con la squadra di allenamento dei Philadelphia Eagles.

## Palmarès
- Super Bowl : 1

Philadelphia Eagles: LIX
- National Football Conference Championship: 1

Philadelphia Eagles: 2024

## Vita privata
È il fratello di Tanner Muse dei Seattle Seahawks.